# Dikén-monoxid
A dikén-monoxid szervetlen gáz.
Szobahőmérsékleten gyorsan bomlik:
```
2 S
2
O → 
SO
2
 + 3 S
```

1 mmHg(en)-nél kisebb nyomáson néhány napig eltartható. Átmenetifém-komplexekkel (pl. mangán, irídium) meg lehet kötni.

## Előállítás
- kén-monoxid bomlása
- tionil-klorid-gőzök áramoltatása 0,1–0,5 Hgmm nyomáson, melegített ezüst-szulfid fölött
- S8(en) égetése oxigénáramban kb. 8 mmHg nyomásnál
- 120 °C-os, 1 mmHg-nél kisebb nyomású kén-dioxid átvezetése nagyfeszültségű kisülési téren (kb. 5 kV).